# Aktion Feuerzeichen
Aktion Feuerzeichen war eine Initiative in der gegenkulturellen Szene zur Verbreitung der damaligen Alternativzeitschriften und Publikationen der Minipressen-Messe in Deutschland von 1970 bis 1974.

## Gründung
1970 gründete Hans Günter Lehmann in Hamburg die „Aktion Feuerzeichen“ zur Unterstützung und Verbreitung von deutschsprachiger „Untergrundliteratur“ und Alternativzeitschriften. Eine lose Vereinigung verschiedener ideologischer Einzelner und Gruppen die für eine „freie, menschliche Gesellschaft“ eintraten und unter dem Namen „Feuerzeichen-Sippe“ agierten. 1971 erschien die erste Ausgabe der Zeitschrift „Feuerzeichen“.
Die Bezeichnung Sippe war hier ironisch gemeint wie ebenfalls die herausgegebenen Flugblätter und Informations-Rundschreiben mit Titeln wie: „IN“, Kampfblatt wider den geistigen und sittlichen Verfall (1972); „Motzmachine“ (1973) und „Sippenbrösel“.
Da Buch-, Zeitschriftenverleger und Großhändler des regulären Absatzmarktes die oft in Selbstverlagen herausgegebenen Publikationen nicht in ihrem Sortiment aufnahmen, waren die Selbst- und Kleinverlage auf eigene Vertriebswege angewiesen. Das „Literarische Informationszentrum“ mit seinem Buch- und Zeitschriftenversand von Josef Wintjes und dem von ihm herausgegebenen Ulcus Molle Info-Dienst und die Aktion Feuerzeichen waren überregional die bekanntesten Vertriebe für die Alternativpresse in Deutschland.

## Aktivitäten
Die Aktion Feuerzeichen und die
Zeitschrift Feuerzeichen setzten sich zum Ziel: „Wir wollen die konstruktiven Alternativzeitschriften unterstützen und mithelfen, eine echte Solidarität unter den Linken zu fördern“. Durch die Verbreitung von Flugblättern und Rundschreiben wurden Anschriften von interessierten Kleinverlegern (Selbstverlage), Land- und Stadtkommunen, Minipressen und politisch linksstehenden Gruppen verschiedener Ideologien veröffentlicht (Rundschreiben „WIR“, September/Oktober 1973). 1972 bestanden drei Feuerzeichen-Kommunikationsnetzwerke; in Hamburg, Darmstadt und Witten. Laut einer Feuerzeichen-Umfrage (Info Nr. 7, 18. September 1972) wollten sechzehn Prozent (16 %) der befragten Teilnehmer aktiv mitarbeiten; fünf Prozent (5 %) sprachen sich für eine anarchistische; neun Prozent (9 %) für eine „freundlich-sozialistische“; ein Prozent (1 %) für eine marxistisch/leninistische und ein Prozent (1 %) für eine linksliberale Richtung aus. Im Info Nr. 9 vom 15. Juli 1973 wurde verkündet, „Was wir darunter verstehen, werden wir in aller Ruhe ausdiskutieren“. Somit hielt sich die Aktion Feuerzeichen die Wahl für mehrere Möglichkeiten offen. Die Tendenz der Feuerzeichen-Sippe war anarchistisch geprägt (alles auf freiwilliger Basis), die Gruppe war in ihrer Struktur „freiheitlich“, im Sinne von Liberal und Toleranz, ohne einen festen Standpunkt, zum Beispiel den des Anarchismus, zu beziehen, wie es aus ihren Rundschreiben hervorging.
Mit dem großen Angebot an Informationsmaterialien, „Motzmachine“ (1973); „Agit Group“ (Agitationsgruppen, um mehr „Mitglieder“ zu werben); das Informationsblatt „Die Szene“ (1970); „Rot-Shop“ Buch- und Zeitschriftenversand, erreichte die Initiative überregional viele Interessierte und war innerhalb der Gegenkultur für ihre praktische Arbeit bekannt. Inhalte der Zeitschrift Feuerzeichen und der Rundschreiben waren unter anderem Kirchenaustritt, Arbeitshilfen um neue Kommunikationszentren zu gründen, Kriegsdienstverweigerung, Kleinanzeigen, Briefwechsel mit Inhaftierten und Aufrufe an Interessierte um Briefkontakte mit Inhaftierten aufzunehmen.
Um 1973 stellten die Kommunikationszentren Feuerzeichen in Darmstadt und Witten ihre Arbeit ein. 1974 beendigte H.G. Lehmann die Herausgabe der Zeitschrift „Feuerzeichen“ und ebenfalls die Initiative der „Feuerzeichen-Sippe“; Lehmann hatte keine(n) Nachfolger gefunden.